# Jiří Vokuš
PhDr. Jiří Vokuš je bývalý český moderátor a major Policie České republiky. V letech 1980-1991 působil jako starší referent specialista IX. správy Federálního ministerstva vnitra (správa pro politickovýchovnou, vzdělávací, kulturní a propagační činnost FMV) v Ústřední redakci armády, bezpečnosti a brannosti (ÚRABB) Československé televize. Moderoval pořady Federální kriminální ústředna pátrá, radí, informuje a Na stopě. V roce 2008 odešel do civilu.  V současné době působí jako zástupce vedoucího Preventivně informačního odboru v Úseku mediální komunikace Policejního prezidia České republiky, kde zodpovídá dotazy novinářů a občanů, zpracovává tiskové zprávy, vystupuje ve zpravodajských a publicistických pořadech, zajišťuje přípravu cyklu televizních pořadů pod názvem Na stopě.

## Dílo
- 2010 – Policie České republiky = Police of the Czech Republic: pomáhat a chránit – Policejní prezidium České republiky, ISBN 978-80-254-6099-3